# Липницкий, Борис
Борис Липницкий (урожд. Хаим (Ефим) Липницкий; фр. Haim (Efime) Boris Lipnitzki или Lipnitzky; 1887, Остёр Черниговской губернии — 1971, Париж) — французский фотограф украинского происхождения.
Работал фотографом в Одессе, затем открыл собственное ателье в Пултуске Варшавской губернии. Интенсивно работал с 1925 года. Оставил многочисленные портретные и жанровые фотографии выдающихся деятелей искусства — особенно известны его фотографии Пабло Пикассо. В 1951 г. выпустил альбом фотографий актёра Луи Жуве. Среди других персоналий, запечатлённых Липницким, — Жан Кокто, Морис Равель, Саша Гитри, Джорджо де Кирико, Ольга Спесивцева; в 1926 г. Липницкий сделал серию снимков ню знаменитой танцовщицы Жозефины Бейкер. В годы войны члены семьи Липницкого были депортированы в Освенцим.
В 2005 г. резонанс в прессе вызвала история со сделанной Липницким в 1946 г. фотографией Жана-Поля Сартра: к выставке, приуроченной к столетию писателя, ретушёры убрали из его рук сигарету, чтобы не пропагандировать курение.
Липницкий был также одним из первых фотографов, много снимавших мир моды и его деятелей. На его фотографиях остались, в частности, многие работы 1920-30-х гг., созданные Коко Шанель, Мадлен Вионне, Полем Пуаре и др.

## Книги
- Haim Efime Boris Lipnitzki, Images de Louis Jouvet. Emile-Paul Frères: Париж, 1952.